# Деназалізація
Деназалізація (від лат. denasalisatio) — втрата носових голосних ѧ та ѫ (інакше — втрата носової артикуляції голосних).
Деназалізація носових голосних відбулася в усіх слов'янських мовах, крім польської і кашубської. Зміна звукосполучень *om, *on, *um, *un, *em, *en, *im, *in у кінці складу на носові голосні та подальша їхня деназалізація зумовили появу цілого ряду звукових чергувань, відомих сучасній українській мові: [а]–[н]–[ин]: почати–почну–почин; [а]–[м]–[им]: жати–жму–пожимати; [у]–[м]–[им]: дути–дму-надиматися. Звуки [а], [у], які чергуються з [ę], [ǫ], історично розвинулися з носових звуків, що позначалися літерами ѧ, ѫ, виникли з дифтонгічних сполучень, які закривали склад. Пізніше дифтонгічні звукосполучення монофтонгізувалося.

## Приклади
- пра-і.є. *dǫbъ → укр. дуб
- пра-і.є. *pętъ → укр. п'ять